# Kościół Podwyższenia Krzyża Świętego w Jeziorkach (powiat wałecki)
Kościół Podwyższenia Krzyża Świętego w Jeziorkach (powiat wałecki) – drewniany kościół filialny we wsi Jeziorki, w gminie Tuczno, w powiecie wałeckim, w województwie zachodniopomorskim.

## Historia
Świątynia została wybudowana w 1760 roku.

## Architektura
Świątynia drewniana posiadająca konstrukcję zrębową, jest oszalowana deskami. Budowla salowa, nie ma wyodrębnionego prezbiterium od nawy, jest zamknięta trójkątnie. Z boku nawy mieszczą się: kruchta i murowana zakrystia. Wieża znajduje się z przodu i posiada kruchtę w przyziemiu. Jest zakończona dachem namiotowym i hełmem barokowym, wyposażonym w latarnię i krzyż. Dach posiada jedną kalenicę.

## Wyposażenie
Ołtarz główny wykonany w stylu późnobarokowym około roku 1700. Ambona pochodzi z końca XVII stulecia. Chór muzyczny ozdobny pochodziz połowy XVIII stulecia. Dzwon został wykonany w 1746 roku. Dzwonnica jest wybudowana z metalowych prętów i posiada dach dwuspadowy.